# Festival de Cinema Britànic de Dinard
El Festival de Cinema Britànic de Dinard (en francès Festival du film britannique de Dinard) és un festival de cinema francès sobre cinema de la Gran Bretanya que té lloc cada any a Dinard (Ille i Vilaine), a la Bretanya.

## Finalitat de l'esdeveniment
| «                                                     | "Convertir-se en la capital del cinema britànic en pocs dies és l’objectiu que Dinard s'ha marcat. Quan Thierry de La Fournière ens va explicar el seu ambiciós projecte, immediatament va sorgir el vincle entre aquest Festival i el nostre complex turístic, que deu el seu naixement als nostres veïns anglesos ... Aquesta primera edició, estic segur, tindrà continuïtat perquè Dinard té un actiu essencial per a l’èxit d’aquest esdeveniment: una llarga tradició d’acollida i, per tant, de mentalitat oberta." | » |
| — Marius Mallet, alcalde de Dinard, setembre de 1990. | |   |

Cada any posa en competició sis pel·lícules, la millor de les quals, escollida per un jurat de personalitats, guanya el premi Hitchcock d'or. També hi ha previsualitzacions per al públic, així com homenatges a grans noms del cinema britànic i retrospectives. Sovint també hi ha una projecció especial en què es presenta en previsualització una pel·lícula francesa que ha estat coproduïda pels britànics o que s'ha rodat al Regne Unit.
Amb els anys, el Festival de Cinema Britànic de Dinard ha guanyat fama i ha acollit a moltes estrelles nacionals i internacionals com Roger Moore, Christopher Lee, Hugh Grant, Terence Young, Charlotte Rampling, Kristin Scott-Thomas, Jane Birkin, Charles Dance, Gérard Darmon, Pascal Légitimus, Cécile de France, Samuel Le Bihan, François Berléand, Timothy Spall o Chantal Lauby.

## Història
Hussam Hindi fou el director artístic del festival de 1996 al 2019, Dominique Green el va succeir el 2020.

## Premis atorgats
- Hitchcock d'Or
- Premi al millor guió
- Premi del públic
- Premi del a imatge
- Premi « Coup de cœur »
- Premi al millor curtmetratge